# Temporada 2022-2023 del Teatre Nacional de Catalunya
La temporada 2022-2023 del Teatre Nacional de Catalunya (TNC) va oferir una programació diversa i compromesa amb la promoció del teatre català, combinant obres clàssiques i contemporànies.

## Espectacles
| Temporada 2022-2023 del Teatre Nacional de Catalunya |                                                |                                          | |                                            | |                          |                      |                 |
| Espectacle                                           | Autoria                                        | Direcció                                 | Actors i actrius principals / artistes | Escenografia                               | Producció | Dates                    | Sala                 | Gènere          |
| MDR                                                  | Los Galindos                                   | Bet Garrell, Marcel Escolano             | Anicet Leone. Gabriel Agosti, Marcel Escolano | Stephane Filloc                            | Los Galindos | 21/09/2022 al 02/10/2022 | Sala Tallers         | Circ            |
| Assaig sobre la ceguesa                              | José Saramago                                  | Nuno Cardoso                             | Ana Brandão, Ferran Carvajal, Joana Carvalho, Jordi Collet, Sérgio Sá Cunha, Montse Esteve, Paulo Freixinho, Adriana Fuertes, Gabriela Flores, Pedro Frias, Jorge Mota, Albert Prat/Ramon Pujol, Lisa Reis, Maria Ribera | F. Ribeiro                                 | Teatro Nacional São João, Teatre Nacional de Catalunya                                                                                    | 29/09/22 al 30/10/22     | Sala Gran            | Teatre          |
| Zona inundable                                       | Marta Barceló                                  | Marta Gil Polo                           | Isabelle Bres, Marc Garcia Coté, Marc Joy, Pepa López, Vanessa Segura, Àlvar Triay | Joana Martí                                | Teatre Nacional de Catalunya, Teatre Principal de Palma                                                                                   | 06/10/2022 al 06/11/2022 | Sala Petita          | Teatre          |
| Intempèrie                                           | Clara Matas, Jordi Pérez Solé                  | Jordi Pérez Solé                         | Rita Baliarda, Óscar Bujía, Laura de Frutos, Jana Lafuente, Ares Llucià, Berta Rabascall, Mireia Ruíz | Sergi Corbera, Paula Font                  | Téntol, Mostra Igualada, Teatre Nacional de Catalunya                                                                                     | 03/11/2022 al 13/11/2022 | Sala Tallers         | Teatre          |
| Triptych                                             | Peeping Tom                                    | Gabriela Carrizo, Franck Chartier        | Konan Dayot, Fons Dhossche, Lauren Langlois, Panos Malactos, Alejandro Moya, Fanny Sage, Eliana Stragapede/Chloé Albaret, Wan-Lun Yu                                                                                     | Gabriela Carrizo, Justine Bougerol         | Peeping Tom | 09/11/2022 al 20/11/2022 | Sala Gran            | Dansa           |
| Moriu-vos                                            | Una creació de Cultura i Conflicte             | Joan Arqué Solà                          | Imma Colomer, Montse Colomé, Oriol Genís, Arthur Rosenfeld, Magda Puig, Erol Ileri, Piero Steiner/Enric Ases | Judit Colomer                              | Cultura i Conflicte i Teatre de l'Aurora                                                                                                  | 17/11/2022 al 11/12/2022 | Sala Petita          | Teatre          |
| Bonobo                                               |                                                | Josep Julien                             | Moha Amazian, Neus Ballbé | Anna Tantull                               | Anna Güell, Q-ARS Teatre | 24/11/2022 al 04/12/2022 | Sala Tallers         | Teatre          |
| Una noche sin luna                                   | Juan Diego Botto                               | Sergio Peris-Mencheta                    | Juan Diego Botto | Curt Allen Wilmer (AAPEE) amb estudiodeDos | La Rota Producciones, Barco Pirata Producciones, Concha Busto Producción y Distribución                                                   | 09/12/2022 al 23/12/2022 | Sala Gran            | Teatre          |
| Talking Heads                                        | Alan Bennett                                   | Lurdes Barba, Imma Colomer, Lina Lambert | Lurdes Barba, Imma Colomer, Lina Lambert | Julio Vaquero                              | Escenapart | 15/12/2022 al 18/12/2022 | Sala Tallers         | Teatre          |
| Déjà vu                                              | Cia. Manolo Alcántara                          | Manolo Alcántara                         | Manolo Alcántara, Laia Rius, Andreu Sans / Sílvia Compte, Joan Trilla | Manolo Alcántara                           | Cia. Manolo Alcántara | 28/12/2022 al 08/01/2023 | Sala Petita          | Circ            |
| Uppgivenhet                                          | Daniel J. Meyer                                | Montse Rodríguez Clusella                | Quim Àvila, Biel Castaño, Pau Escobar Sanz, Diana Gómez | Anna Alcubierre                            | AKA Teatro SL, Teatre Nacional de Catalunya                                                                                               | 11/01/2023 al 29/01/2023 | Sala Tallers         | Teatre          |
| Terra baixa (Reconstrucció d'un crim)                | Àngel Guimerà, versió de Pablo Ley             | Carme Portaceli                          | Pepo Blasco, Laura Conejero, Mohamed El Bouhali, Borja Espinosa, Eduard Farelo, Mercè Mariné, Roser Pujol, Manel Sans, Kathy Sey, Anna Ycobalzeta                                                                        | Paco Azorín                                | Teatre Nacional de Catalunya | 18/01/2023 al 26/02/2023 | Sala Gran            | Teatre          |
| Quan ens haguem torturat prou                        | Martin Crimp                                   | Magda Puyo                               | Anna Alarcón, Alba Gallén, Cristi Garbo, Guim Oliver, Xavi Sáez, Neus Soler | Pep Duran                                  | Cassandra Projectes Artístics, Teatre Nacional de Catalunya                                                                               | 26/01/2023 al 19/02/2023 | Sala Petita          | Teatre          |
| Sopa de pedres                                       | Engruna Teatre                                 | Mireia Fernàndez                         | Anna Farriol i Júlia Santacana / Mireia Fernàndez | Berta Vidal, Raúl Vilasís                  | Engruna Teatre | 01/02/2023 al 12/02/2023 | Sala Tallers         | Teatre          |
| Desdèmona                                            | Alba Sarraute & Les Ofèlies                    | Alba Sarraute                            | Tomeu Amer, Jordi Claret, Noè Escolà, Laura Martí, Pablo Monedero, Adrià Montaña, Anna Pascual, Berta Pascual, Alba Sarraute, Martí Soler                                                                                | Montse Pons                                | Joaquim Aragó, Pere Vilarrubla (Camaleònica Produccions)                                                                                  | 22/02/2023 al 05/03/2023 | Sala Tallers         | Circ            |
| Bovary                                               | Gustave Flaubert                               | Carme Portaceli                          | Maaike Neuville, Koen De Sutter, Ana Naqe | Marie Szersnovicz                          | KVS | 04/03/2023 al 05/03/2023 | Sala Gran            | Teatre          |
| Trilogía sobre la guitarra                           | Rocío Molina                                   | Rocío Molina                             | Inicio (uno): Rocío Molina, Rafael Riqueni (guitarra); Al fondo riela (lo otro del uno): Rocío Molina, Eduardo Trassierra (guitarra), Yerai Cortés (guitarra); Vuelta a uno: Rocío Molina, Yerai Cortés (guitarra)       | -                                          | Danza Molina SL, Teatro Español | 10/03/2023 al 12/03/2023 | Sala Gran            | Dansa           |
| Vent de garbí i una mica de por                      | Maria Aurèlia Capmany                          | Judith Pujol                             | David Anguera, Laura Aubert, Alba Florejachs, Àurea Màrquez, Miquel Malirach, Albert Mora, Míriam Moukhles, Joan Solé | Maria Alejandre, Víctor Peralta            | Teatre Nacional de Catalunya | 16/03/2023 al 16/04/2023 | Sala Petita          | Teatre          |
| Dramatúrgia emergent europea: Portugal               | Sara Barros Leitão, Joana Craveiro             | Sara Barros Leitão, Manuel Tur           | - | -                                          | Teatre Nacional de Catalunya | 28/03/2023               | Sala Tallers         | Lectura         |
| El temps i els Conway                                | J.B. Priestley                                 | Àngel Llàcer                             | Júlia Bonjoch, Màrcia Cisteró, Biel Duran, Bàrbara Roig, Carles Roig, Albert Triola, Júlia Truyol, Mar Ulldemolins, Ferran Vilajosana, Roser Vilajosana                                                                  | Marc Salicrú                               | Teatre Nacional de Catalunya | 13/04/2023 al 21/05/2023 | Sala Gran            | Teatre          |
| Mal de coraçon                                       | Victoria Szpunberg                             | Andrea Jiménez                           | Júlia Barceló, Pol López, Pau Vinyals | Judit Colomer Mascaró                      | Companyia Solitària, Teatre Nacional de Catalunya                                                                                         | 27/04/2023 al 21/05/2023 | Sala Tallers         | Teatre          |
| Momo                                                 | Michael Ende                                   | Jesús Arbués                             | Anna Roca, Jordi Gilabert | Pablo Paz, Guillermo Góngora               | Companyia de teatre Anna Roca | 03/05/2023 al 14/05/2023 | Taller Pintura       | Teatre familiar |
| L'alquimista                                         | Marguerite Yourcenar                           | Michael De Cock                          | Babou Cham, Francesc Garrido, Anna Moliner, Teresa Urroz, David Vert | Marie Szersnovicz                          | Teatre Nacional de Catalunya | 11/05/2023 al 04/06/2023 | Sala Petita          | Teatre          |
| HITS                                                 | Xiula                                          | Xiula                                    | Rikki Arjuna (veu i guitarres), Jan Garrido (veu i guitarres), Adrià Heredia (baix, guitarra i veus), Marc Soto (percussió, bateria i veus), David Bernal (trombó i fiscorn), Gisela Guasch (trompeta)                   |                                            | Paula Granja | 20/05/2023 al 21/05/2023 | Jardins Sala Tallers | Música          |
| Focs/Vatre                                           | Marguerite Yourcenar (versió de María Velasco) | Carme Portaceli                          | Sloboda Mićalović, Natasa Tapušković, Milena Vasić, Nikola Rakočević, Damjan Kecojević, Iva Manojlović, Rosa Renom, Kiwani Julian                                                                                        | Cube bz.                                   | Teatre Nacional de Catalunya, Yugoslav Drama Theatre de Belgrad                                                                           | 15/06/2023 al 16/06/2023 | Sala Petita          | Teatre          |
| Double infinite                                      | Mal Pelo                                       | María Muñoz, Pep Ramis                   | María Muñoz, Pep Ramis |                                            | Mal Pelo, Teatre Nacional de Catalunya, Festival Grec de Barcelona, Théâtre de al Ville, Paris, Temporada Alta, Teatre Principal de Palma | 01/07/2023 al 09/07/2023 | Sala Petita          | Dansa           |
| Ubu                                                  | Imma Prieto                                    | Robert Wilson                            | Mona Belizán, Biel Morro, Marina Nicolau, Alejandro Navarro, Joan Maria Pascual, Sandrine Penda, Joana Peralta, Sienna Vila, Alba Vinton                                                                                 | Robert Wilson                              | Es Baluard. Museu d'Art Contemporani de Palma, Grec 2023 Festival de Barcelona, Weimar Kunstfest                                          | 15/07/2023 al 16/07/2023 | Sala Petita          | Teatre          |